# Choi Suk-Jae
Choi Suk-Jae (7 de noviembre de 1966) fue un jugador de balonmano surcoreano. Fue un componente de la selección de balonmano de Corea del Sur.
Con la selección ganó la medalla de plata en los Juegos Olímpicos de Seúl 1988 y  disputó cuatro años después los Juegos Olímpicos de Barcelona 1992.